# Gretchen Mol
Gretchen Mol (ur. 8 listopada 1972 w Deep River) – amerykańska aktorka.
Zadebiutowała w filmie Spike’a Lee Dziewczyna nr 6 (1996).
Uczyła się w American Musical and Dramatic Academy.

## Filmografia
- Dziewczyna nr 6 (Girl 6, 1996) jako dziewczyna #12
- Szlak trupów (Dead Man’s Walk, 1996) jako Maggie
- Pogrzeb (The Funeral, 1996) jako Helen
- Spin City (1996) jako Gwen
- Odnaleźć siebie (Calm at sunset, 1996) jako Emily
- Donnie Brasco (1997) jako dziewczyna Sonny’ego
- Życie na krawędzi (The Last Time I Committed Suicide, 1997) jako Mary Greenway
- Historie z metra: Podziemne opowieści (SUBWAYStories: Tales from the Underground, 1997) jako żona
- The Deli (1997) jako Mary
- Bleach (1998) jako Gwen
- Too Tired To Die (1998) jako Capri (niewymieniona w czołówce)
- Melodie miłości (Music from Another Room, 1998) jako Anna Swan
- Godzilla (1998) jako reporterka (niewymieniona w czołówce)
- Hazardziści (Rounders, 1998) jako Jo
- Hotel New Rose (New Rose Hotel, 1998) jako żona Hiroshi
- Celebrity (1998) jako Vicky
- Mój idol (Finding Graceland, 1998) jako Beatrice Gruman
- Trzynaste piętro (The Thirteenth Floor, 1999) jako Jane Fuller / Natasha Molinaro
- Cradle Will Rock (1999) jako Marion Davies
- Słodki drań (Sweet and Lowdown, 1999) jako Ellie
- Na zawsze moja (Forever Mine, 1999) jako Ella Brice
- Just Looking (1999) jako Hedy Coletti
- Zoe Loses It (2000) jako Amber
- Piknik (Picnic, 2000) jako Madge Owens
- Obsesja miłości (Attraction, 2000) jako Liz
- Dorwać Cartera (Get Carter, 2000) jako Audrey (niewymieniona w czołówce)
- Freshening Up (2002) jako Janelle
- Wspaniałość Ambersonów (The Magnificent Ambersons, 2002) jako Lucy Morgan
- Girls Club (2002) jako Lynne Camden
- Kształt rzeczy (The Shape of Things, 2003) jako Jenny
- Heavy Put-Away (2004) jako Mary
- Słynna Bettie Page (The Notorious Bettie Page, 2005) jako Bettie Page
- Puccini dla początkujących (Puccini for Beginners, 2006) jako Grace
- Jak złamać 10 przykazań (The Ten, 2007) jako Gloria Jennings
- Dolina światła (The Valley of Light, 2007) jako Eleanor
- Życie idioty (Trainwreck: My Life as an Idiot, 2007) jako Lynn
- 3:10 do Yumy (3:10 to Yuma, 2007) jako Alice Evans
- Córka opiekuna wspomnień (The Memory Keeper's Daughter, 2008) jako Nora Henry
- Life on Mars (2008-2009) jako Annie Norris
- Amerykański romans (An American Affair, 2009) jako Catherine Caswell
- Tenure (2009) jako Elaine Grasso
- Zakazane imperium (Boardwalk Empire, 2010-2013) jako Gillian Darmody
- True Story (2014) jako Karen